# ドレスコード (芸能事務所)
株式会社ドレスコード (英: Dresscord inc.) は、東京都目黒区にある芸能事務所である。

## 沿革
- 2008年
  - 4月 - 株式会社ランブルフィッシュとして設立。
  - 8月1日 - 「株式会社ドレスコード」に社名変更。

## 所属アーティスト
現在所属アーティストは存在しない。

## 過去の所属タレント
- 竹下玲奈
- 桐山マキ
- 戸島花（元AKB48→元SDN48）
- ユリーカ（ - 2009年3月） - ワンダーリリー株式会社代表取締役社長
- 丸林広奈（2009年11月4日 - 2010年10月）- 現CanCam読者モデル
- 小原春香（2008年8月22日 - 2012年3月31日、元AKB48・SDN48） - マグニファイを経て、現在はフリー
- 鈴木まりや（2010年11月1日 - 2012年12月31日、AKB48→SNH48/AKB48→AKB48） - 現在はフレイヴ エンターテインメント所属
- NATSUME（2010年3月 - 2013年6月30日）
- 蓮菜貴子
- 街子
- 丸林千紘
- 三上真依
- 藤井杏梨樺
- 中塚智実（元AKB48）
- 桃花ひな